# Fàbrica Nacional de Motores
La Fábrica Nacional de Motores, meglio nota con l'acronimo FNM) è stata una casa automobilistica brasiliana attiva dal 1942 al 1988, costituita per iniziativa dello Stato  e finalizzata a trasformare il Brasile in un'economia industrializzata.
I suoi stabilimenti si trovavano nella città di Duque de Caxias, vicino a Rio de Janeiro.
I suoi primi prodotti furono motori aeronautici costruiti sotto licenza della statunitense Curtiss-Wright.
Con la fine della seconda guerra mondiale la FNM fu obbligata a diversificare la produzione, pertanto nel 1949 stipulò con l'italiana Isotta Fraschini un accordo per costruire gli autocarri della Casa milanese e ne nacque il modello FNM D-7300. Dopo il fallimento dell'Isotta Fraschini la FNM stipulò nel 1952 un nuovo accordo con l'Alfa Romeo e ne acquistò la licenza per la costruzione dell'autocarro "800", denominato FNM D-9500. Nel 1957 fu sostituito dal modello FNM D-11000, derivato dall'Alfa "900". Nel 1970, utilizzando la cabina dell'Alfa "1000", nacque il modello FNM 180/210, che rimase a listino fino al 1979, ma ricevendo nel 1977 motori e logo FIAT, e decretando pertanto la fine del marchio FNM.
Tra il 1956 e il 1960 vennero costruiti 15 000 veicoli pesanti (tra cui anche diversi telai per autobus), riscontrando un discreto successo.
Nel 1960 iniziò la produzione automobilistica, con il modello FNM JK (il nome derivava dalle iniziali dell'allora presidente della Repubblica brasiliano Juscelino Kubitschek), versione brasiliana dell'Alfa Romeo 2000, equipaggiata con lo stesso motore 4 cilindri bialbero di 1975 cc in una versione depotenziata a 95 CV.
Furono create anche la "Onça" (una coupé dall'estetica diversa da quella della "2000 Sprint" italiana, disegnata dallo stilista Rino Malzoni), e la "TiMB" (ovvero "Turismo Internazionale Modello Brasile") capace di 130 CV (per un confronto, le "2000" costruite in Italia avevano una potenza di 105 o 115 CV).
Nel 1968 l'Alfa Romeo acquisì il totale controllo della FNM. L'anno seguente la JK, ribattezzata nel frattempo 2000, fu rimpiazzata dalla FNM 2150, versione ristilizzata del modello precedente (specie nel frontale): montava il 4 cilindri bialbero portato a 2132 cm³ e 125 CV e un nuovo cambio a 5 marce. La 2150 venne costruita sino al 1973.
Nel 1974 la FNM 2150 venne rimpiazzata dall'Alfa Romeo 2300, sulla cui calandra non compariva più il marchio FNM, ma quello Alfa Romeo. Nell'estetica la 2300 ricalca l'Alfetta, ma con differenze sostanziali nelle dimensioni (la 2300 era più lunga di 41 cm e più larga di 7), mentre il motore era un 4 cilindri bialbero di 2310 cm³ e 140 CV SAE, con il cambio in blocco (anziché il transaxle dell'Alfetta). La velocità massima era di 170 km/h.
Con il 1978 fu affiancata alla 2300 "base" la versione Ti, con motore potenziato a 149 CV e 175 km/h di velocità massima. La carriera della 2300 fu duratura, e durante la sua produzione fu sottoposta a diversi aggiornamenti estetici.
Alla fine degli anni settanta la FIAT rilevò lo stabilimento FNM, cessando la produzione dei camion nel 1985; la "2300", la cui produzione fu spostata negli stabilimenti Fiat di Betim, restò invece in produzione fino al 1986.
Nel 1998, la Fiat riprende la produzione di autocarri leggeri (Fiat Ducato e Iveco Daily) e pesanti (Eurocargo, Eurotech e Eurotrakker) in una nuovissima fabbrica costruita appositamente.